# Laguna Niguel
|  | Dieser Artikel wurde aufgrund von inhaltlichen Mängeln auf der Qualitätssicherungsseite des Projektes USA eingetragen. Hilf mit, die Qualität dieses Artikels auf ein akzeptables Niveau zu bringen, und beteilige dich an der Diskussion! Eine nähere Beschreibung der zu behebenden Mängel fehlt. |

Laguna Niguel ist eine Stadt im Orange County im US-Bundesstaat Kalifornien, Vereinigte Staaten, mit 62.899 Einwohnern (Stand: 2023). Das Stadtgebiet erstreckt sich über eine Fläche von 38,1 km².
Die Stadt liegt südwestlich der Santa Ana Mountains unweit des Pazifiks (knapp 10 km) südöstlich von Los Angeles (etwa 90 km) und nördlich von San Diego (etwa 120 km). Sie ist umgeben von Aliso Viejo, Dana Point, Laguna Beach, Laguna Hills, Mission Viejo und San Juan Capistrano. Im Osten der Stadt verläuft die Interstate 5.

## Persönlichkeiten
- Giancarla Trevisan (* 1993), italienische Sprinterin